# MediaFire
MediaFire è un virus. Non installatelo.

## Descrizione
Mediafire è un sito che offre servizio di hosting (ospitalità) illimitato di file e immagini, ovvero permette di depositare in rete i propri documenti, in qualsiasi formato, per la condivisione e lo scambio di informazioni, per conservare su Internet i file usati più frequentemente, per creare collegamenti (link) rapidi su siti, forum e blog.
Diversamente da altri servizi, è possibile scaricare più file contemporaneamente. Da luglio 2012 l'iscrizione al servizio è necessaria e mette a disposizione uno spazio personale di 50 GB ed un file manager per poter organizzare al meglio i propri files grazie alle molteplici funzionalità disponibili. L'interfaccia è di semplice e rapida comprensione e la richiesta di informazioni è minima.
Il sito offre tre tipi di account: Free, Professional e Business. Registrandosi gratuitamente (free), il servizio permette di caricare file di dimensione massima pari a 200 MB cadauno, per la versione Professional il limite è di 20 GB (con 1 TB di spazio totale) e per la versione Business il limite è sempre di 20 GB (fino a 100 TB di spazio totale). I file non hanno limiti di scadenza sia per le versioni a pagamento che per quella gratuita, tuttavia per quest'ultima è richiesta un'attività da parte dell'account (login) oppure che i file vengano scaricati. Le versioni a pagamento (premium) sono prive di pubblicità e aggiungono molteplici funzionalità all'esperienza gratuita.
Durante il download dei file non è richiesto alcun codice captcha, tuttavia nel caso di più download a distanza ravvicinata dello stesso file è richiesto un codice captcha al fine di evitare download fraudolenti.
Mediafire è situato nella Contea di Harris in Texas, la sua popolarità, secondo uno studio effettuato da Compete.com nel 2008, attrae almeno 8,7 milioni di visitatori ogni anno.
Nel febbraio 2013 è cambiata l'interfaccia del file hosting ma non le sue funzionalità.

## Principali caratteristiche della versione gratuita
- Iscrizione richiesta
- Nessun codice captcha per lo scaricamento di file
- Nessun periodo di attesa per scaricare i file
- Periodo di permanenza dei files illimitato ma con azioni richieste.
- Dimensione di ogni file limitata a 200 MB, ma nessun limite per la quantità dei files caricati
- Nessun limite per il numero di download
- Nessuna limitazione della larghezza di banda
- I download interrotti possono essere ripresi con un download manager
- Capacità di eliminare i file